# بي إتش بي المتحول
 phpTransformer ليس مجرد برنامج للمواقع، بل هو مدير برامج. ينتمي إلى مجموعة البرامج الحرة المفتوحة المصدر

## ما هو phpTransformer
الكلمة " phpTransformer" عبارة عن دمج كلمتين php وهي لغة البرمجة المعتمدة في التطوير و Transformer أي المتحول، بمعنى أن هذا السكربت من الممكن آن يتحول لإدارة أي محتوى موقع مهما كان نوعه ولغته وحتى شكل تصميمه، والبعض يحب أن يسميه pt فقط كاسم مختصر، وهو ما يميز امتداد جميع صفحاته.
phpTransformer عبارة عن برنامج نظام إدارة المحتوى سهل للمواقع الديناميكية CMS، مع مميزات فعالة ومرونة في التطوير، يعتبر phpTransformer برنامج قوي لإدارة المواقع الصغيرة والمتوسطة وصولا إلى مواقع الشركات الكبيرة والمؤسسات الحكومية وحتى مواقع الشبكات المغلقة.
يتم تنصيبه على جهاز يدعم اللغة php (مثل Apache) وقواعد البيانات (مثل MySql), مع العلم أنه تمت برمجته ليعمل على أي نظام تشغيل مثل Windows, Linux, FreeBSD ببساطة فهو غير متعلق بنظام تشغيل معين، كما أن صفحاته عند تصميها تم التفات إلى مطابقتها المعايير الدولية المعتمدة للغة HTML لذلك فإن الموقع سيعمل على جميع أنواع المستعرضات مثل Internet Explorer, Firefox, opera, safari الخ.
يتم استعمال phpTransformer حول العالم لإدارة محتوى المواقع المختلفة كالمواقع الشخصية، المواقع الإخبارية، المواقع الاجتماعية الخ..

## امكانيات phpTransformer
- التجارة الإلكترونية.
- موقع للأعمال الصغيرة.
- نافذة للجرائد والمجلات.
- مواقع للمنظمات الغير ربحية والجمعيات الخيرية.
- تطبيقات حكومية.
- مواقع للمدارس والجامعات والكشافة.
- صفحات شخصية أو عائلية.
- شبكات الإنترنت المتعلّقة بالشركات وشبكة المعلومات المساعدة.
- مواقع التواصل الاجتماعي.

## سهولة الاستعمال
لقد تم تصميم phpTransformer للمستخدم النهائي الغير ملم بالبرمجة، فأي شخص يعرف استعمال برامج تحرير النصوص مثل Word ويعرف أساسيات الإنترنت يستطيع إدارة موقع يعمل بواسطة phpTransformer ويستطيع تخصيصه حسب حاجته، يتعب المبرمجون كثيراً لمرة واحدة كي يرتاح المستخدم النهائي طوال فترة الاستعمال.

## كيفية عمل phpTransformer
عند تصميم قلب phpTransformer تم الالتفات لأمور أساسية:
- يجب أن يدعم جميع لغات العالم فتم اعتماد الترميز العالمي UTF8.
- تم فصل الكود php عن علامات html لسلاسة تغير تصميم الموقع.
- اعتماد نظام أعضاء ومجموعات وصلاحيات للوصول إلى موارد الموقع.
- إن كنت تريد إضافة لغة فما عليك سوى إضافة ملفات اللغة هذه واعتمادها في موقعك، أما بالنسبة لإدارة محتوى الموقع، أطلق تسميه program(أي برنامج) على كل موضوع في الموقع فهناك program للأخبار مثلا و program آخر للطقس وآخر للصفحات... فعندما تريد إضافة موضوع جديد لموقعك فما عليك سوى إضافة هذا الـبرنامج له دون أي تعديل على سكربت الموقع الحالي.

أما بالنسبة للأقسام الصغيرة التي تظهر على يمين وشمال الموقع فتم تسميتها Blocks فيها يتم إظهار بعض المعلومات كتسجيل الدخول وآخر الأخبار الخ... هذه الـ Blocks يمكن ترتيبها بأي شكل تريده يمين شمال فوق تحت ببساطة جدا.

## مزايا خاصة
- دعم عالمي للغات شكلا ومضمونا أي أن المعلومات أيضا يتم ترجمتها لأكثر من لغة وليس فقط شكل الموقع، وعند طلب صفحة معينة بالذات بلغة أخرى يتم إظهار نفس الصفحة باللغة الجديدة دون العودة للصفحة الرئيسية، أيضا phpTransformer حساس للغة بلد الزائر فيمكنه وحده تحديد لغة بلد الزائر ومن ثم إظهار الموقع بلغة هذا البلد.
- تصميم الموقع ديناميكي للغاية، فيمكن تصميم نموذج عام للموقع ولكل برنامج تصميم خاص، أيضا يمكن تخصيص شكل لكل block, أيضا نفس الموقع من الممكن أن يدعم أكثر من شكل وللعضو الحرية في اختيار أحلاها بالنسبة له.
- المدير الآلي لـ phpTransformer يراقب تحركات الزوار ويتصرف حسب تفضيلاتهم بالشكل واللغة والبرنامج الرئيسي للموقع.
- اعتماد سياسة عدم الحذف النهائي للمعلومة، فالمعلومة قيمة جدا عندنا لذلك برمجنا سلة للمحذوفات يمكن منها استرجاع المعلومات المحذوفة.
- phpTransformer صديق لمحركات البحث من حيث المحتوى والكلمات المفتاحية وامتدادات روابط الموقع.
- إخفاء لاسم ملف دخول المدير وتشفير قوي لكلمات السر مع مراقبة لمحاولات الدخول الفاشلة ونظام مضاد لإغراق الموقع.

## الجديد في إصدار بي أتش بي المتحول 1.5
- قلب البرنامج:

الآن بي لتش بي المتحول أسرع 60% أسرع وحتى أكثر ! لانه تم الاستغناء عن تحويل ملفات اللغة من ترميز اللغة الافتراضية إلى الترميز utf-8 الذي يدعمه بي أتش بي المتحول، وتم الاستعاضة عنه بحفظ مباشر لملفات اللغات بصيغة الترميز utf-8 مباشرة. كما تم إنشاء نظام تخزين مؤقت مع ضغط gzip للملفات خاص بالزوار وذلك لتسريع عملية جلب وتحليل الملعومات قبل اظهاره للزائر.
تم تحسين طريقة عرض أرقام الصفحات في حالة البحث ذو النتائج الكبيرة.
تم تحويل شريط الأخبار وبلوك الإحصاءات إلى تقنية الـ Ajax فذلك سيحل مشكلة الصفحات الساكنة من خلال نظام التخزين المؤقت ويجعلها أفضل وأكثر ديناميكية.
تم إنشاء خيار سريع جديد للتسجيل الجديد لحسابات الأعضاء، يسجل فيه المنتسب المعلومات الأساسية فقط.
الأمان، تم استبدال حفظ كلمة السر المشفرة داخل الكوكيز بحفظ رقم آخر جلسة للعضو، هذه العملية أكثر أمنا.
تم تعديل برنامج التنصيب وتم إضافة ثلاث خيارات لاستيراد قاعدة البيانات الافتراضية (فارغة، افتراضية وبلدية) وتم تحسين فهرسة وربط جداول قاعدة البيانات.
- لوحة تحكم المدير:
  - تم تحسين الشكل وطريقة تسجيل الدخول وحفظ البيانات فيها.
  - إضافة ايقونة جديدة لترجمة واجهة المستدخم والمدير اونلاين.
  - إضافة ايقونة جديدة لنظام التخزين المؤقت مع خيارات للتفريغ المتعددة.
  - إضافة شرح وطلب الدعم الفني المباشرة من لوحة تحكم المدير لتسهيل عملية الدعم.
  - أصبح للبرامج والبلوكات صورة مصغرى وشرح وكذلك الأمر لاشكال الموقع.
  - يتم اسيراد ملف data.sql الخاص بالبلوك أو البرنامج عند تفعيله، فليس هناك حاجة بعد الآن للاستيراد اليدوي.
  - تم إضافة خيار «وقت غير محدد» في كل من بلوك التصويت ونشر شريط الأخبار وبرنامج الأخبار.
- برنامج الصفحات:

إضافة خيار زيادة رابط الصفحة تلقائيا للائحة الرئيسية.
- برنامج الأخبار:

تم إضافة خيار رفع صورة تلقائية مع الخبر.
- برنامج المعرض:

تم إصلاح علة اختيار الكل وقراءة ملفات pdf وإضافة الملفات عند الجزر.
- الأشكال:

تم تحسين كل من الشكلين default و teck وأصبح البرنامج يتسقبل خيار تغيير الشكل عبر عنوان الموقع.
الموقع الرسمي للبرنامج
لتزيل نسخة البرنامج 